# Хадаба
27°51′7.05″ пн. ш. 34°18′18.44″ сх. д. / 27.8519583° пн. ш. 34.3051222° сх. д.

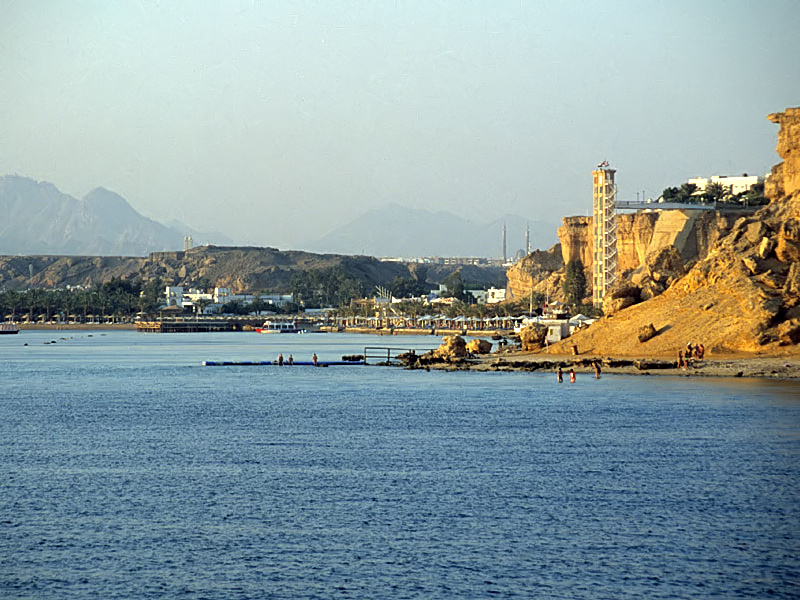
Скалистий берег Хадаби у бухті Шарм-ель-Майя

Хадаба (від арабської плоскогір'я) — житловий район у місті Шарм-еш-Шейх, Єгипет, практично сама крайня на південному заході міста (в бік Каїру) забудова, розташована на узвишші, трохи вище Старого міста, і виходить скельним берегом з кораловими пляжами на бухту Шарм-еш-Майя і на бухту Рас-Ум-Сід (Ras Um Sid).
Історично стара забудова Хадаби — колишній військовий гарнізон, розміщений в місті президентом Єгипту Абдель Насером в 1960-ті роки.

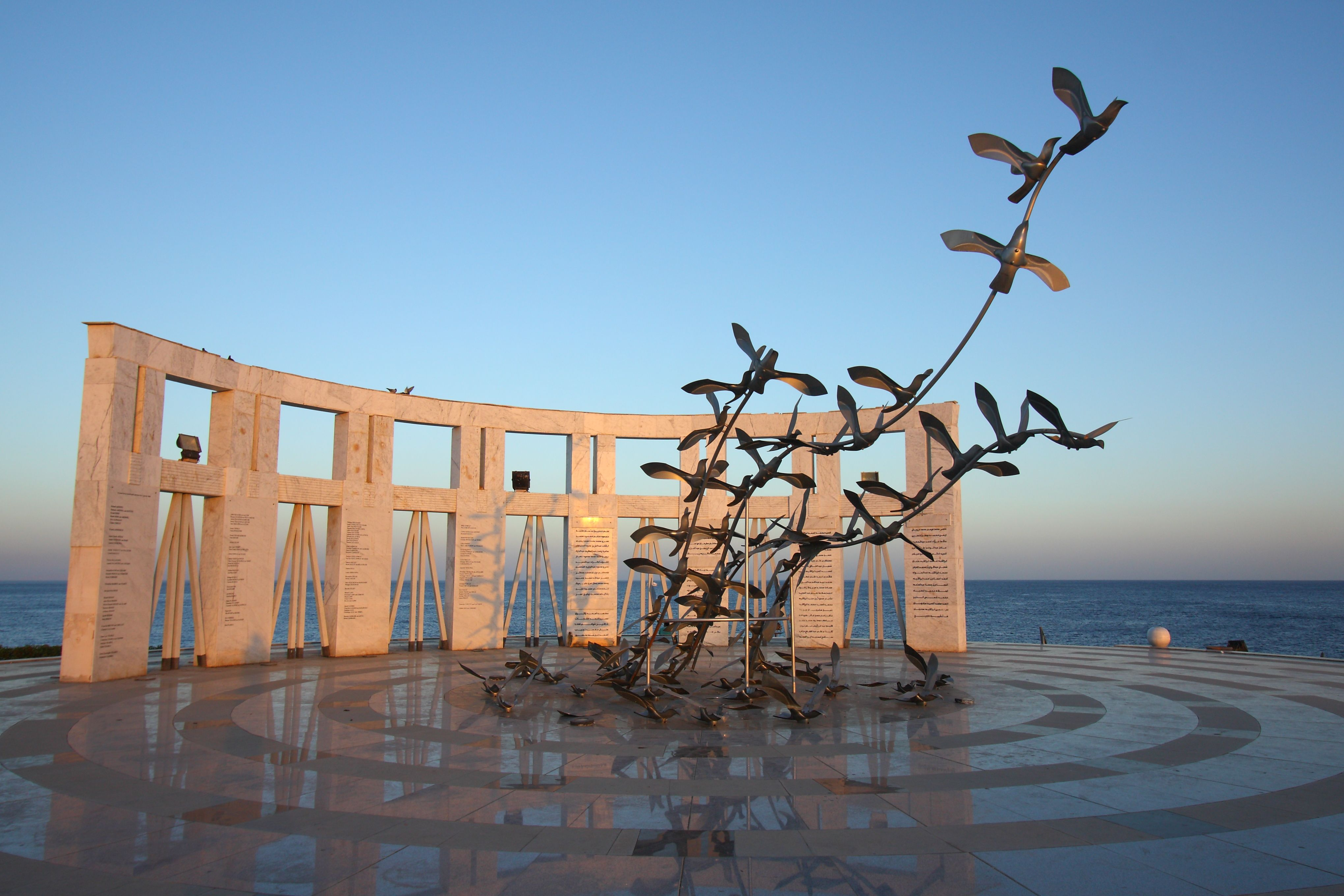
Пам'ятник жертвам авіакатастрофи в затоці Акаба 3 січня 2004

В даний час являє собою район проживання, як правило, місцевого цивільного населення.
Близький вихід до моря (високий обрив, круті сходи) .
Пляжі в Хадабі — переважно коралові, з високим стрімким берегом, крутим входом в море і великими глибинами. Надзвичайно цікаві для нирців за рахунок краси підводного світу і великої кількості морських мешканців.

## Суспільно значимі об'єкти
Уздовж узбережжя Хадаби, в сторону бухти Рас-Ум-Сід — нові, сучасні міські квартали: готелі, магазини, ресторани, об'єкти розваг для численних туристів. З головних визначних пам'яток — вежа маяка, розважальний комплекс «1001 ніч», дельфінарій, новий аквапарк, новий торговий район Іль Меркато (Il Mercato) з всесвітньо відомим магазином Virgin Group, а також пам'ятник жертвам авіакатастрофи в затоці Акаба 3 січня 2004 року.
З архітектурної точки зору — двох-(рідко трьох-)поверхові вілли переважно старої будови, як правило — однотипні, поділені на кілька квартир між власниками.

### Готелі
У Хадабі знаходиться близько 50 готелів, це переважно готелі 3* і 4*. Однак, на першій лінії моря, ближче до Рас Ум Сід, є готелі надзвичайно високого класу.
| 1. Diamond Beach Resort 2. Hilton Sharm Waterfalls Resort 3. Royal Grand Sharm Hotel 4. Queen Sharm Vera Club 5. Reef Oasis Beach Resort 6. Ritz Carlton — 5*+ 7. Shores Amphoras (ex: Holiday Inn Amphoras Resort) 8. Sunrise Diamond Beach 9. Grand Hotel Sharm 10. Iberotel Il Mercato 11. Regency Plaza Aqua Park and Spa Resort 12. Renaissance Golden View Beach Resort 1. Aloha Mariclub & Resort (Shores Aloha) 2. Aqua Blu (Bora Bora Aqua Park) — https://web.archive.org/web/20120317150256/http://www.pickalbatros.com/aquablusharm/rindex.htm 3. Club Faraana 4. Coral Hils 5. Country Club 6. Delta Sharm 7. Dive Inn Swiss Resort 8. Dreams Beach & Vacation 9. Golden View Resort 10. Iberotel Club Fanara & Residence 11. Mexicana Resort 12. Reef Oasis Palms Resort 13. Regina Sharm 14. Resta Club 15. Royal Paradise 16. Sabena Marmara (Casablanca) 17. Sharming Inn 18. Sol Verginia 19. Thre Conners St. George | 1. Aida Beach Hotel 2. Amar Sina Egyptian Village 3. Badavia Creative 4. Cleopatra Tsokkos 5. Cliff Top Helnan 6. Desert View 7. Falcon Hills Hotel 8. Golden Sharm 9. Horus Hotel 10. La Perla Sharm Hotel 11. Mercure Luna 12. Ocean Club Hotel 13. Palermo 14. Regency Travel (Club) 15. Rock 16. Sharm Inn Amarein 17. Sharm Life (Ocean Lodge) 18. Sunrise 19. Sunset Sharm 20. Tropicana Tivoli Hotel 21. Uni Sharm 22. Viva Sharm (ex: Falcon Inn Viva Sharm Hotel) |